# Un vrai petit ange
Pour plus de détails, voir Fiche technique et Distribution.
Un vrai petit ange (The Kid with the Broken Halo) est un téléfilm américain, réalisé par Leslie H. Martinson, diffusé le 5 avril 1982 sur NBC.
En France, le téléfilm a été diffusé le 24 décembre 1986 sur La Cinq.

Rediffusion le 25 décembre 1987, le 24 décembre 1988 et le 23 décembre 1989 sur La Cinq.

## Synopsis
Le téléfilm raconte l'histoire d'un apprenti ange gardien, envoyé sur Terre pour gagner ses ailes en aidant les autres.
Il inspirera la série animée  The Gary Coleman Show.

## Fiche technique
- Titre original : The Kid with the Broken Halo
- Titre français : Un vrai petit ange
- Pays d'origine :  États-Unis
- Langue : anglais
- Sociétés de production : Satellite Productions, Zephyr Productions
- Durée : 1 heure 40 minutes
- Format : couleur, mono, 1.33:1
- Date de diffusion :
  -  États-Unis : 5 avril 1982
  -  France : 24 décembre 1986

## Distribution
- Gary Coleman (VF : Jackie Berger) : Andy LeBeau
- Robert Guillaume (VF : Jean Berger) : Blake
- June Allyson (VF : Paule Emanuele) : Dorothea Powell
- Mason Adams (VF : Claude Dasset) : Harry Tannenbaum
- Ray Walston (VF : René Bériard) : Michael
- John Pleshette (VF : Marc François) : Jeff McNulty
- Lani O'Grady (VF : Catherine Lafond) : Julie NcNulty
- Telma Hopkins (VF : Sophie Réal) : Gail Desautel
- Kim Fields (VF : Séverine Morisot) : Teri Desautel
- Tammy Lauren (VF : Joëlle Guigui) : Diana McNulty
- Keith Mitchell (VF : Odile Schmitt) : Nick McNulty
- Georg Stanford Brown (VF : Daniel Gall) : Rudy Desautel
- Corey Feldman (VF : Catherine Lafond) : Rafe
- Don Diamond (VF : Roger Lumont) : Giuseppe
- David Ashrow (VF : Pierre Fromont) : Dave
- Billy Beck (VF : Jean-Henri Chambois) : Fenton
- Traci Lee Briggs (VF : Joëlle Guigui) : Haber
- Randy Kirby (VF : Vincent Grass) : Frank Vargas
- Hugh McPhillips (VF : Jacques Ciron) : Pierce
- Wesley Ann Pfenning (VF : Francine Lainé) : Glynis Vargas
- Victor Rivas (VF : Claude Dasset) : un quarterback
- Rance Howard (VF : Pierre Fromont) : le coach Ramsdell